# 神奈川県中学校の廃校一覧
神奈川県中学校の廃校一覧（かながわけんちゅうがっこうのはいこういちらん）は、神奈川県内の廃校となった中学校の一覧。対象となるのは、学制改革（1947年）以降に廃校となった中学校とその分校である。学校名は廃校当時のもの。廃校時に中学校が所在していた自治体がその後合併により消滅している場合は、現行の自治体に含む。また現在休校中の県内の中学校も、その多くは実質上、廃校と同じ状態にあるので参考として記載する。
（）内は、廃校（もしくは休校）になった年を表す。

## 横浜市
- （私立）法政大学女子中学校（1972年休校、1993年廃校）[注釈 1]
- 横浜市立若葉台西中学校（2007年若葉台東中と統合し横浜市立若葉台中学校へ）[1]
- 横浜市立若葉台東中学校（2007年若葉台西中と統合し若葉台中へ）[1]
- 横浜市立吉田中学校（2013年富士見中と統合し横浜市立横浜吉田中学校へ）[2]
- 横浜市立富士見中学校（2013年吉田中と統合し横浜吉田中へ）[2]
- 横浜市立上郷中学校〈旧〉（2015年庄戸中と統合し横浜市立上郷中学校〈新〉へ）[3]
- 横浜市立庄戸中学校（2015年上郷中〈旧〉と統合し上郷中〈新〉へ）[3]
- 横浜市立霧が丘中学校（2016年横浜市立霧が丘小学校と統合し横浜市立義務教育学校霧が丘学園へ）[4]
- 横浜市立西金沢中学校（2017年横浜市立釜利谷西小学校と統合し横浜市立義務教育学校西金沢学園へ）[5]
- 横浜市立野庭中学校（2020年横浜市立丸山台中学校へ統合）[6]
- 桐蔭学園中学校（2021年）[注釈 2]
- 横浜市立上白根中学校（2023年旭北中学校と統合し横浜市立上白根北中学校へ）[7]
- 横浜市立旭北中学校（2023年上白根中学校と統合し横浜市立上白根北中学校へ）[7]

## 川崎市
- 川崎市立王禅寺中学校（2008年白山中と統合し川崎市立王禅寺中央中学校へ）[8]
- 川崎市立白山中学校（2008年王禅寺中と統合し王禅寺中央中へ）[8]

## 相模原市
- 相模原市立青根中学校（2019年休校、2020年青野原中・相模原市立青野原小学校・相模原市立青根小学校と統合し義務教育学校の相模原市立青和学園へ）[9]
- 相模原市立青野原中学校（2020年青根中・青根原小・青根小と統合し青和学園へ）[9]
- 藤野町立秋川中学校（1957年相模原市立藤野中学校〈当時：藤野町立)へ統合）[10]
- 藤野町立牧野中学校（1971年藤野中へ統合し牧野校舎となるも、1979年廃止）[10]
- 藤野町立佐野川中学校（1971年藤野中へ統合し佐野川校舎となるも、1979年廃止）[10]

## 横須賀市
- 横須賀市立浦郷中学校（1947年船越中と統合し横須賀市立田浦中学校へ）[11]
- 横須賀市立船越中学校（1947年浦郷中と統合し田浦中へ）[11]
- 横須賀市立桜台中学校（2007年横須賀市立坂本中学校へ統合）[12]
- 横須賀市立上の台中学校（2011年横須賀市立鴨居中学校へ統合）[13]

## 藤沢市
- 藤嶺学園藤沢中学校〈旧〉（1959年廃校。2001年同名の新設校として開校）[14]

## 小田原市
- 小田原市立片浦中学校（2010年小田原市立城山中学校へ統合）[15]
- 湘南ライナス学園中学部(私立、2012年閉校、制度上は休校中)

## 茅ヶ崎市
- 教育組合立小出中学校（1976年茅ヶ崎市立北陽中学校[16]と藤沢市立秋葉台中学校[17]新設のため廃校）[注釈 3]

## 三浦市
- 三浦市立三崎中学校〈旧〉（2014年上原中と統合し三浦市立三崎中学校〈新〉へ）[18]
- 三浦市立上原中学校（2014年三崎中〈旧〉と統合し三崎中〈新〉へ）[18]

## 秦野市
- 西秦野町立西中学校（1959年上中と統合し西秦野町立西秦野中学校〈現：秦野市立西中学校〉へ）[19]
- 西秦野町立上中学校（1959年西中と統合し西秦野中〈現：西中〉へ）[19]

## 厚木市
- 厚木市立玉川中学校〈旧〉（1979年厚木市立玉川中学校〈新〉開校のため廃校）[20]

## 伊勢原市
- 伊勢原町立伊勢原中学校〈旧〉（1948年統合により伊勢原市立伊勢原中学校〈当時：伊勢原町・大田村・岡崎村・城島村組合立〉へ）[21]
- 大田村立大田中学校（同上）[21]
- 岡崎村・城島村組合立大住中学校（同上）[21]
- 伊勢原町・大田村・岡崎村・城島村組合立伊勢原中学校大田分校（1950年）[21]
- 伊勢原町・大田村・岡崎村・城島村組合立伊勢原中学校岡崎分校（1950年）[21]
- 伊勢原町・大田村・岡崎村・城島村組合立伊勢原中学校城島分校（1950年）[21]
- 伊勢原町立比々多中学校（1962年統合により伊勢原市立山王中学校〈当時：伊勢原町立〉へ）[21]
- 伊勢原町立高部屋中学校（同上）[21]
- 伊勢原町立大山中学校（1962年山王中大山教場となり、同年11月30日廃止）[21]

## 南足柄市
- 南足柄市立北足柄中学校（2010年南足柄市立南足柄中学校へ統合）[22]

## 足柄上郡
- 山北町立共和中学校（1955年山北中〈初代〉へ統合）[23]
- 山北町立山北中学校〈初代〉（2014年統合により山北町立山北中学校〈2代目〉へ）[24]
- 山北町立清水中学校（同上）[24]
- 山北町立三保中学校（同上）[24]
- 松田町立松田中学校〈旧〉（2019年寄中と統合し松田町立松田中学校〈新〉へ）[25]
- 松田町立寄中学校（2019年松田中〈旧〉と統合し松田中〈新〉へ）[26]

## 足柄下郡
- 箱根町立箱根中学校富士見分校（1955年）[27]
- 箱根町立箱根中学校〈初代〉（1979年箱根明星中へ統合）[27]
- 箱根町立湯本中学校（2008年統合により箱根町立箱根中学校〈2代目〉へ）[28]
- 箱根町立箱根明星中学校（同上）[28]
- 箱根町立仙石原中学校（同上）[28]
- 湯河原町立湯河原中学校〈旧〉（1961年吉浜中と統合し湯河原町立湯河原中学校〈新〉へ）[29]
- 湯河原町立吉浜中学校（1961年湯河原中〈旧〉と統合し湯河原中〈新〉へ）[29]

## 愛甲郡
- 清川村立緑中学校丹沢分校（1988年休校、2003年廃校）[30]
- 愛川町立中津中学校（1960年高峰中と統合し愛川町立愛川東中学校へ）[31]
- 愛川町立高峰中学校（1960年中津中と統合し愛川東中へ）[31]